# Följande historia
Följande historia (nederländska: Het volgende verhaal) är en kortroman från 1991 av den nederländske författaren Cees Nooteboom. Den handlar om en lärare i klassiska språk som somnar i Amsterdam men vaknar upp i Lissabon, där han 20 år tidigare var delaktig i en otrohetsaffär. Boken gavs ut på svenska 1994 i översättning av Ingrid Wikén Bonde. Den blev ett internationellt genombrott och fick Aristeionpriset som delades ut av EU-kommissionen.